# إدوارد إيرلي
إدوارد إيرلي هو سياسي أمريكي، ولد في 2 أكتوبر 1935 في مقاطعة أليني في الولايات المتحدة. نشط حزبياً في الحزب الديمقراطي. وقد انتخب عضو مجلس ولاية بنسيلفانيا ‏ وانتخب عضو مجلس نواب بنسيلفانيا ‏.